# Siaogang
Le district de Siaogang (chinois traditionnel : 小港區; ; pinyin : Qiánzhèn Qū ; Wade : Ch'ien-chen Chü) est l'un des douze districts de Kaohsiung.

## Histoire
En 1895, la dynastie Qing a cédé Taiwan au Japon dans le traité de Shimonoseki après avoir perdu la première guerre sino-japonaise, et Siaogang a été utilisé pour produire du sucre pour les Japonais. En 1920, le nom original de Kang-a-ki (chinois:港仔墘; Pe̍h-ōe-jī : Káng-á-kîⁿ) a été changé et les zones incorporées ont été administrées en tant que village de Kominato (小港庄) sous le district de Hōzan, Préfecture de Takao. En tant que base de l'industrie lourde à Taiwan pendant la Seconde Guerre mondiale, Siaogang a été plus lourdement bombardée par les forces alliées que d'autres parties de la ville.

## Éducation
- Université nationale d'hôtellerie et de tourisme de Kaohsiung
- Université ouverte de Kaohsiung
- Lycée affilié à l'hôtellerie de l'Université nationale d'hôtellerie et de tourisme de Kaohsiung
- Lycée de Siaogang de municipal de Kaohsiung

## Attractions touristiques
- Jardin botanique tropical de Dapingding
- Parc culturel de Hongmaogang
- Parc Kaohsiung

## Transports
- Aéroport international de Kaohsiung
- Le district est desservi par la ligne rouge du Métro de Kaohsiung. Les stations de Siaogang sont Kaohsiung International Airport Station et Siaogang Station.